# Hawk On Flight
Hawk on Flight är en svensk jazzgrupp som bildades 1976 av Matz Nilsson, Haakon Graf, Ulf Wakenius och Niels Nordin. Gruppen anses av många ha varit en av de viktigaste fusiongrupperna i Sverige och de har jämförts med bland annat Miles Davis och Weather Report. Gruppen karaktäriseras främst av Matz Nilssons bandlösa elbas och under senare år Ove Ingemarssons tenorsax och EWI. Gruppen hade uppehåll från och med 1996 men återförenades år 2006.

## Diskografi
- 1979 – In Time for Hawk on Flight
- 1980 – Hawk on Flight
- 1984 – Blue Eyed
- 1985 – Talk of the Town
- 1989 – Bermuda Triangle
- 1990 – Moonroom (Amerikanska utgåvan av Bermuda Triangle)
- 1991 – Wind from the Sea
- 1993 – Fly Free Faster

## Medlemmar
Medlemmarna har varierat under åren men här följer en lista över musiker som har varit med:
- Matz Nilsson - Bas och ledare för gruppen
- Håkon Graf - Piano/Keyboard
- Lars Jansson - Piano/Keyboard
- Dan Helgesen - Piano/Keyboard
- Frederik "Freddan" Adlers - Piano/Keyboard
- Tomas Darelid - Piano/Keyboard
- Håkan Glänte - Piano/Keyboard
- Tommy Berndtsson - Piano/Keyboard
- Niels Nordin - Trummor
- Raymond Karlsson - Trummor
- Christer Sjöström - Trummor
- Per Lindvall - Trummor
- Terje Sundby- Trummor
- Ulf Wakenius - Gitarr
- Staffan William-Olsson - Gitarr
- Göran Klinghagen - Gitarr
- Ove Ingemarsson - Tenorsax, EWI
- Björn Arkö - Sax
- Niklas Hedin - Slagverk/Percussion

## Återförening
Under 2006 återförenades Hawk on Flight och har sen dess åter gjort ett antal spelningar i hela Sverige. Medlemmarna sedan 2006 är:
- Matz Nilsson
- Ove Ingemarsson
- Lars Jansson
- Raymond Karlsson/Christer Sjöström
- Staffan William-Olsson